# Монтек'яро-д'Аккуї
Монтек'яро-д'Аккуї (італ. Montechiaro d'Acqui, п'єм. Monciar) — муніципалітет в Італії, у регіоні П'ємонт,  провінція Алессандрія.
Монтек'яро-д'Аккуї розташований на відстані близько 450 км на північний захід від Рима, 75 км на південний схід від Турина, 45 км на південний захід від Алессандрії.
Населення — 564 особи (2014).
Щорічний фестиваль відбувається 23 квітня. Покровитель — святий Юрій.

## Демографія
Населення за роками:

Станом на 1 січня 2023 року в муніципалітеті офіційно проживали 72 іноземці з 20 країн, серед них 29 громадян країн Євросоюзу.

## Сусідні муніципалітети
- Картозіо
- Кастеллетто-д'Ерро
- Деніче
- Мальвічино
- Момбальдоне
- Понті
- Спіньйо-Монферрато
- Понцоне
- Бістаньо
- Роккаверано